# Hirokazu Ninomiya
Hirokazu Ninomiya (22 noiembrie 1917 - 7 martie 2000) a fost un fotbalist japonez.

## Statistici
| Japonia | Japonia | Japonia |
| An      | Meciuri | Goluri  |
| ------- | ------- | ------- |
| 1940    | 1       | 0       |
| 1941    | 0       | 0       |
| 1942    | 0       | 0       |
| 1943    | 0       | 0       |
| 1944    | 0       | 0       |
| 1945    | 0       | 0       |
| 1946    | 0       | 0       |
| 1947    | 0       | 0       |
| 1948    | 0       | 0       |
| 1949    | 0       | 0       |
| 1950    | 0       | 0       |
| 1951    | 2       | 1       |
| 1952    | 0       | 0       |
| 1953    | 0       | 0       |
| 1954    | 3       | 0       |
| Total   | 6       | 1       |